# Harry Sidebottom
Harry Sidebottom (Cambridge, ...) è uno storico e scrittore britannico, esperto di storia romana.

## Biografia
Crebbe a Newmarket, in Inghilterra. Ha studiato presso le varie scuole e università tra cui Oxford, dove ha preso il dottorato in Storia antica presso il Corpus Christi College. Ha poi insegnato in diverse università tra cui la stessa Oxford, dove ora è docente e Direttore degli studi di Storia antica, presso la St. Benets Hall, oltre ad essere docente di storia antica al Lincoln College. I suoi principali interessi di ricerca scientifica sono la cultura greca sotto l'impero romano e le guerre nell'antichità classica.

## Opere

### Romanzi

#### Il guerriero di Roma
Il guerriero di Roma ha come protagonista Marco Clodio Ballista, ed è un'esalogia di romanzi storici ambientata nell'Oriente romano durante la metà del III secolo d.C., prima durante la guerra contro i Sasanidi, poi durante l'invasione dei Goti, e infine nella guerra civile tra Gallieno e Postumo.
1. 2008 - Fuoco a Oriente (Fire in the East), Newton Compton Editori, traduzione di Susanna Scrivo, 2009 (ISBN 978-88-541-1700-6)
2. 2009 - Il Re dei Re (King of Kings), Newton Compton, traduzione di Susanna Scrivo, 2010 (ISBN 978-88-541-1657-3)
3. 2010 - Sole bianco (Lion of the Sun), Newton Compton, traduzione di Elisabetta Bertozzi, 2011 (ISBN 978-88-541-2815-6)
4. 2011 - Il silenzio della spada (The Caspian Gates), Newton Compton, traduzione di Rosa Prencipe, 2012 (ISBN 978-88-541-3968-8)
5. 2012 - La battaglia dei lupi (The Wolves of the North), Newton Compton, traduzione di Rosa Prencipe e Francesca Noto, 2014 (ISBN 978-88-541-6034-7)
6. 2013 - Il trionfo dell'impero (The Amber Road), Newton Compton, traduzione di Rosa Prencipe, 2017 (ISBN 978-88-227-1139-7)
7. 2018 - L'ultimo giorno dell'impero (The Last Hour), Newton Compton, traduzione di Rosa Prencipe, 2018, ISBN 978-88-227-1949-2
8. 2021 - I ribelli di Roma (The Burning Road), Newton Compton, traduzione di Vittorio Ambrosio, 2022, (ISBN 978-88-227-6338-9)
9. 2022 - Tempo di guerra (Falling Sky), Newton Compton, traduzione di Vittorio Ambrosio, 2023, (ISBN 978-88-227-7436-1)

#### Il trono di Cesare
1. 2014 - Combatti per il potere (Iron & Rust), Newton Compton, traduzione di Rosa Prencipe, 2014, ISBN 978-88-541-6934-0
2. 2015 - Il prezzo del potere (Blood & Steel), Newton Compton, traduzione di Rosa Prencipe, 2015, ISBN 978-88-227-0526-6
3. 2016 - Il fuoco e la spada (Fire & Sword), Newton Compton, traduzione di Lucilla Rodinò, 2017, ISBN 978-88-227-0068-1

Sono disponibili anche due episodi aggiuntivi della serie in esclusiva eBook, entrambi pubblicati in Italia dalla Newton Compton e tradotti da Rosa Prencipe: Silenzi e bugie (Silence & Lies), uscito nel 2015 e tradotto nel 2016, e Ombre e sangue (Shadow & Dust), uscito nel 2016 e tradotto nel 2017.

#### Altri romanzi
- 2019 - Gli ultimi eroi di Roma (The Lost Ten), Newton Compton, traduzione di Rosa Prencipe, 2019, ISBN 978-88-227-3038-1
- 2020 - Il ritorno del centurione (The Return), Newton Compton, traduzione di Vittorio Ambrosio, 2020, ISBN 978-88-227-4064-9
- 2023 - L'enigma di Alessandro Magno (The Shadow King), Newton Compton, traduzione di Stefania Cherchi, 2024, ISBN 978-88-227-8207-6

### Altre opere
- Ancient Warfare, Oxford University Press (2004) ISBN 0-19-280470-7
- Fields of Mars: A Cultural History of Greek and Roman Battle, Granta Books  (2004)
- Blackwell: Encyclopedia of Ancient Battles (2010, curatore con Michael Whitby)
- The Mad Emperor: Heliogabalus and the Decadence of Rome (2022)
- Those Who Are About To Die (2025, ebook)